# Psihosomatika
Psihosomatika je mejno raziskovalno in terapevtsko področje psihologije/psihiatrije in somatičnih medicinskih vej, zlasti interne medicine; obravnava  predvsem takšne motnje, ki se pojmujejo kot posledica aktualnih ali preteklih emocionalnih konfliktov: ~ obstipacije, ~ omedlevice ...